# Hermione (1779)

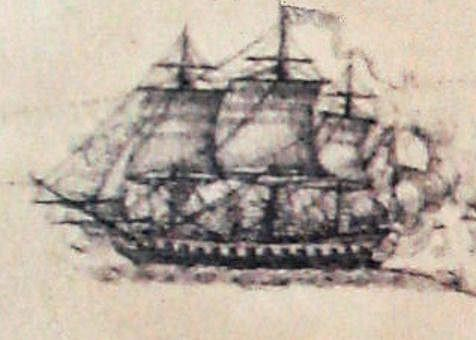
Hermione i aktion vid sjöslaget vid Louisbourg, 21 juli 1781.

Hermione var en 12-pounds fregatt i ”concord”-klassen i den franska flottan, konstruerad 1779. Fartyget blev berömt när hon fraktade general Gilbert du Motier, markis av Lafayette till Förenta staterna 1780 för att möjliggöra för honom att gå in på den amerikanska sidan i Amerikanska revolutionskriget. En replik av fartyget färdigställdes 2012.

## Historia
- 1779 : Fartyget byggdes på elva månader i Rochefort, av skeppsbyggaren Henri Chevillard. Mellan maj och december utförde  fartyget framgångsrika provseglingar på Biskayabukten under befäl av Vassor de la Touche.
- 1780 : General La Fayette embarkerar i Rochefort den 11 mars och anländer till Boston den 28 april med den då hemliga nyheten att han hade säkerställt fransk förstärkningstrupp (5 500 män och 5 fregatter) för George Washington. Hon seglade iväg igen den 2 juni och led stor skada i en våldsam men oavgjord strid mot den engelska 32 kanoners fregatten Iris (tidigare USS Hancock) under befäl av James Hawker.
- 1781 : Fartyget tar emot den amerikanska kongressen ombord i maj. Under befäl av Louis-René Levassor de Latouche Tréville kämpar hon flera gånger tillsammans med Astrée under befäl av Jean-François de La Pérouse, speciellt vid sjöslaget vid Louisbourg den 21 juli 1781.
- 1782 : Vid slutet av amerikanska revolutionskriget återvände fregatten till Frankrike i februari. Hon bildade sedan del av en skvadron som skickades till Indien för att hjälpa Pierre André de Suffren mot britterna. Men fred deklarerades och fartyget återvände till Rochefort i april 1784.
- 1792 : Fartyget är åter i tjänst mot britterna men går på grund vid Le Croisic, varefter hon bryts sönder av vågorna.
- 1997 : Ett projekt för att återskapa fartyget startar i Rochefort.

## Karakteristik
Fartyget tillhör, tack vare hastighet och manövrerbarhet, gruppen "lätt fregatt". Besättningen uppgick till 255 man, deplacementet till 1166 ton, och totala längden var 44,2 m, bredden 11,24 m och djupgåendet 5,78 m.
Fartyget var beväpnat med 26, 32 eller 36 (uppgifterna varierar) 12-pounds kanoner och hade tre däck: quarter däck, batteridäck och ett kojdäck.

## Rekonstruktion
Ett rekonstruktionsprojekt startades av medlemmar i Centre International de la Mer 1992, och byggandet påbörjades 1997, med tilltänkt sjösättning våren 2013 (som jämförelse byggdes originalet på mindre än ett år).
Fartyget byggdes i en av de två torrdockorna intill Corderie Royale i Rochefort. Så långt som möjligt användes traditionella konstruktionsmetoder även om moderna verktygsmaskiner har använts för vissa moment. Arbetsplatsen var öppen för allmänheten och inträdesbiljetterna hjälpte till att finansiera projektet.
Originalritningarna har blivit modifierade på flera sätt för att säkerställa styrka och säkerhet: plankorna har bultats hellre än pluggats för att undvika rörelser under den långa konstruktionstiden. På liknande sätt har mastens sektioner satts ihop med lim hellre än metallringar för att undvika inträngning av vatten. Kanonerna är av lättviktskonstruktion och fungerar inte, för att spara vikt och av säkerhetsskäl. Rigg av hampa kommer att användas men seglen kommer att vara syntetiska för att vara starka nog och för att en mindre besättning ska kunna hantera dem.
En motor kommer att monteras in för att öka säkerheten, och elektriska generatorer för belysning och grundläggande faciliteter.